# Москава
Москава (пол. Moskawa) — река в Великопольском воеводстве Польши, правый приток Варты. Также называется Маскава.
Длина — 56,4 км, площадь бассейна — 620,8 км². Протекает по всей протяжённости Сьредского повята, а также по значительной части Вжесьнёвского повята. Берёт своё начало недалеко от Некли и впадает в Варту вблизи Юзефова.
В 1972 году на северной окраине Сьроды-Велькопольской на Москаве было создано водохранилище, названное Сьредским озером (пляж, место для купания).
Основные притоки: Сьредска-Струга (справа), Велька, Милославка (слева).
На Москаве расположены города Сьрода-Велькопольска и Некля.
До первой половины XIX века верхнее течение реки носило название Зреница, а Москавой называлось её нижнее течение вместе с сегодняшним её притоком Сьредской-Стругой.